# Delta Air Lines

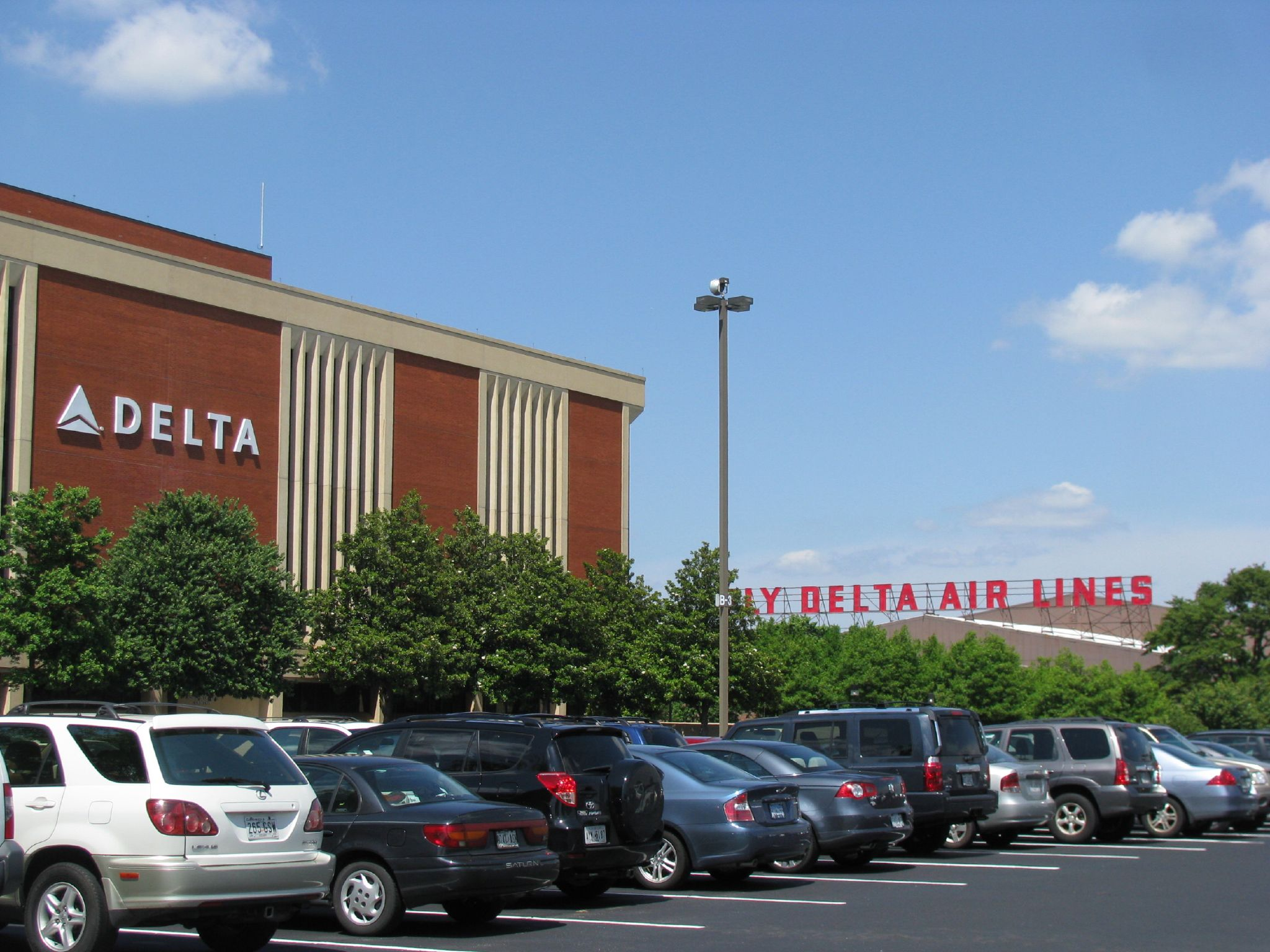
Sediul Delta Air Lines din Atlanta

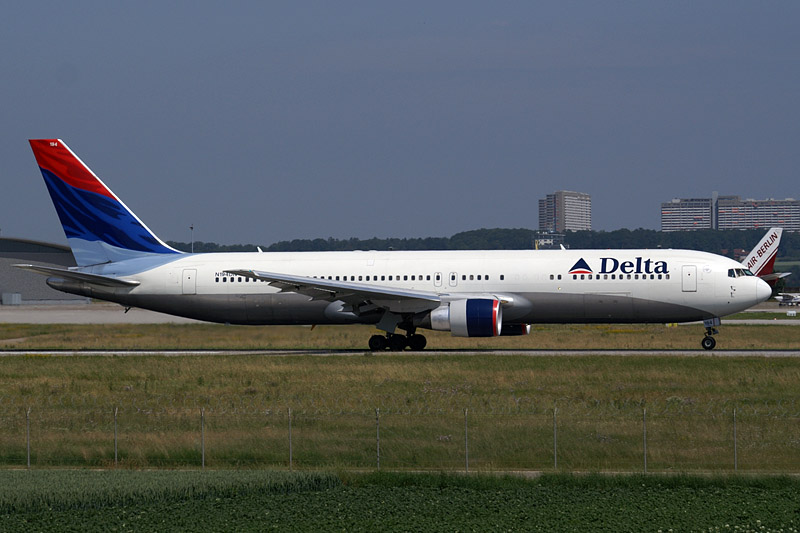
Delta Air Lines Boeing 767-300

Delta Air Lines, Inc. (IATA: DL, ICAO: DAL) este o mare companie aeriană americană cu sediul în Atlanta, Georgia care dispune de o rețea vastă de rute în America de Nord, America de Sud, Europa, Asia, Africa, Orientul Mijlociu și Caraibe. Nod principal: Aeroportul Internațional Atlanta Hartsfield-Jackson.
Delta Air Lines are aproximativ 70.000 de angajați în întreaga lume (iunie 2009) și zboară în Europa de Est și către Budapesta, Kiev, Moscova și Praga.